# BAE Systems
51°16′25″ пн. ш. 0°46′00″ зх. д. / 51.27361° пн. ш. 0.76667° зх. д.
BAE Systems plc (LSE: BA.) — британське транснаціональне підприємство, що спеціалізується в оборонній та аерокосмічній галузях, а також в інформаційній безпеці. Штаб-квартира знаходиться в Лондоні. Належить до найбільших оборонних підприємств світу; за результатами 2011 року посіло третє місце. 
Основна діяльність представлена у Великій Британії та в США, де підрозділ BAE Systems Inc. належить до шести найбільших постачальників міністерства оборони США. Іншими важливими ринками для компанії є Австралія, Індія та Саудівська Аравія. BAE була створена 30 листопада 1999 в результаті покупки та злиття британської компанії Marconi Electronic Systems (MES) — підрозділу General Electric Company (GEC) з виробництва військової електроніки та кораблебудування, іншою британською компанією British Aerospace (BAe) — виробником літаків, боєприпасів, та військово-морських систем. Обсяг покупки MES становив £7.7 млрд. Акції BAE Systems котируються на Лондонській біржі та входять до FTSE 100 Index.
BAE Systems бере участь у багатьох великих військово-оборонних проєктах, зокрема: F-35 Lightning II, Eurofighter Typhoon, підводні човни типу «Астют» та авіаносці типу «Квін Елізабет». 

## Продукція
2017 року 98% загального обсягу продажів BAE Systems були пов'язані з військовою продукцією.
Компанія виробляє винищувач Typhoon, який є одним з основних фронтових літаків Королівських військово-повітряних сил. Компанія є основним партнером у програмі F-35 Lightning II. У липні 2006 року британський уряд розсекретив HERTI (High Endurance Rapid Technology Insertion), автономний безпілотний літальний апарат (БПЛА). Зараз компанія розробляє реактивний винищувач шостого покоління для Королівських ВПС, який має проектну назву «Tempest», разом з компаніями MoD, Rolls-Royce, Leonardo S.p.A. і MBDA. Планується, що він стане на озброєння з 2035 року, замінивши літаки Typhoon, що наразі перебувають на озброєнні ВПС.
BAE Systems Land and Armaments виробляє сімейство бойових машин M2/M3 Bradley, вдосконалену артилерійську систему (AGS) ВМС США, бронетранспортер (БТР) M113, гаубиці M109 Paladin, Archer, гаубицю M777, танк третього покоління сухопутних військ Великої Британії Challenger 2, гусеничну броньовану машину Warrior, командно-штабну машину Panther та штурмову автоматичну гвинтівку SA80.
Основні військово-морські проекти включають підводні човни типу «Астют», фрегати типу 26 та підводні човни типу «Дредноут».
BAE Systems опосередковано бере участь у виробництві ядерної зброї — через свою частку в MBDA вона бере участь у виробництві та підтримці ракети ASMP, ядерної ракети повітряного базування, яка є частиною французької системи ядерного стримування. Компанія також є єдиним виробником атомних підводних човнів у Великій Британії, які є одним з ключових елементів ядерного потенціалу Сполученого Королівства.

## Сфери ведення бізнесу
BAE Systems визначає своїми найважливішими ринками Австралію, Велику Британію, Саудівську Аравію та США. 

### Україна
30 травня 2023 року Президент України Володимир Зеленський заявив, що за результатами зустрічі з керівництвом BAE Systems планується відкрити офіс компанії, а пізніше розгорнути виробничі потужності для ремонту та виготовлення техніки в Україні. Наприкінці серпня 2023 року Україна та BAE Systems підписали угоду про обслуговування та виробництво гаубиць L119 на території України.